# Liesbeth Baarveld-Schlaman
Elisabeth Maria Petronella (Liesbeth) Baarveld-Schlaman (Arnhem, 15 oktober 1934 - Ermelo, 14 maart 2012) was een politica namens D66 en de Partij van de Arbeid. Van 1971 tot 1975 was ze actief bij het Openbaar Lichaam Zuidelijke IJsselmeerpolders als lid van de Raad en het dagelijks adviescollege. Rond 1975 was ze lid van het dagelijks bestuur van D'66, waar ze tot 1976 lid van was. In 1976 stapte ze over naar de Partij van de Arbeid, en ze was van 1977 tot 1981 internationaal secretaris van Rooie Vrouwen. Van 1981 tot 1984 en van 1987 tot 1992 was Baarveld-Schlaman plaatsvervangend lid van de Raadgevende Vergadering van de Raad van Europa en West-Europese Unie. Van 1992 tot 1995 was ze regulier lid. Rond 1990 was ze daar vicevoorzitter van de commissie voor Defensie en ze was daar ook rapporteur over mensenrechten in het Midden-Oosten.
In 1981 trad ze toe tot de Eerste Kamer der Staten-Generaal namens de Partij van de Arbeid. Ze was buitenland-woordvoerster van de PvdA-Eerste Kamerfractie en plaatsvervangend voorzitter (1983-1987) en voorzitter (1987-1995) van de vaste commissie Buitenlandse Zaken in de Eerste Kamer. Hield zich ook bezig met verkeer en waterstaat. Voerde in 1992 namens haar fractie het woord bij de behandeling van het wetsvoorstel tot goedkeuring van het Verdrag van Maastricht. Ze behoorde in 1985 tot de minderheid van haar fractie die vóór het wetsvoorstel Wet op het wetenschappelijk onderwijs 1981 stemde. In 1991 strandde een poging van haar fractie om haar nog voor de verkiezingen als eerste vrouwelijke senaatsvoorzitter naar voren te schuiven op een veto van andere partijen. Zij gaven de voorkeur aan Herman Tjeenk Willink. Zelfbewuste vrouw, die soms opviel door haar uitbundige kleding.
In 1994 werd Baarveld-Schlaman benoemd tot Ridder in de Orde van de Nederlandse Leeuw en in 1995 kreeg ze de medaille Pro Merito van de Parlementaire Vergadering van de Raad van Europa.
Liesbeth Baarveld-Schlaman werd op 17 april 2012 herdacht in de Eerste Kamer (www.eerstekamer.nl/stenogram/stenogram_368/f=/viz0gllnv2ny.pdf).
- Biografisch Portaal: 98733764
- Parlement.com: vg09lln7j4zk